# Rønne-Ystad
Rønne-Ystad er en færgerute mellem Rønne Havn på Bornholm, og Ystad i Sverige. Siden 2018 har den været betjent af rederiet Bornholmslinjen.
Rederiet bruger primært færgen HSC Express 1 til besejling af ruten. I højsæsonen hvor der er behov for ekstra kapacitet bruges færgen HSC Max som supplement til HSC Express 1. Max bruger elektricitet fra land i Rønne, når denne ligger længere tid i havn.
I tilfælde af at vejret ikke tillader sejlads med de nuværende hurtigfærger indsættes den konventionelle færge M/F Povl Anker på ruten. Dette betyder dog en længere overfartstid.
Før Bornholmslinjen overtog sejladsen på denne rute i 2019 stod Bornholmstrafikken for betjeningen af denne rute.
I 2022 forventedes HSC Express 5 indsat på ruten mellem Rønne og Ystad, det blev dog april 2023. Denne færge er ifølge Bornholmslinjen verdens største katamaranfærge.